# Ectosimbiosis

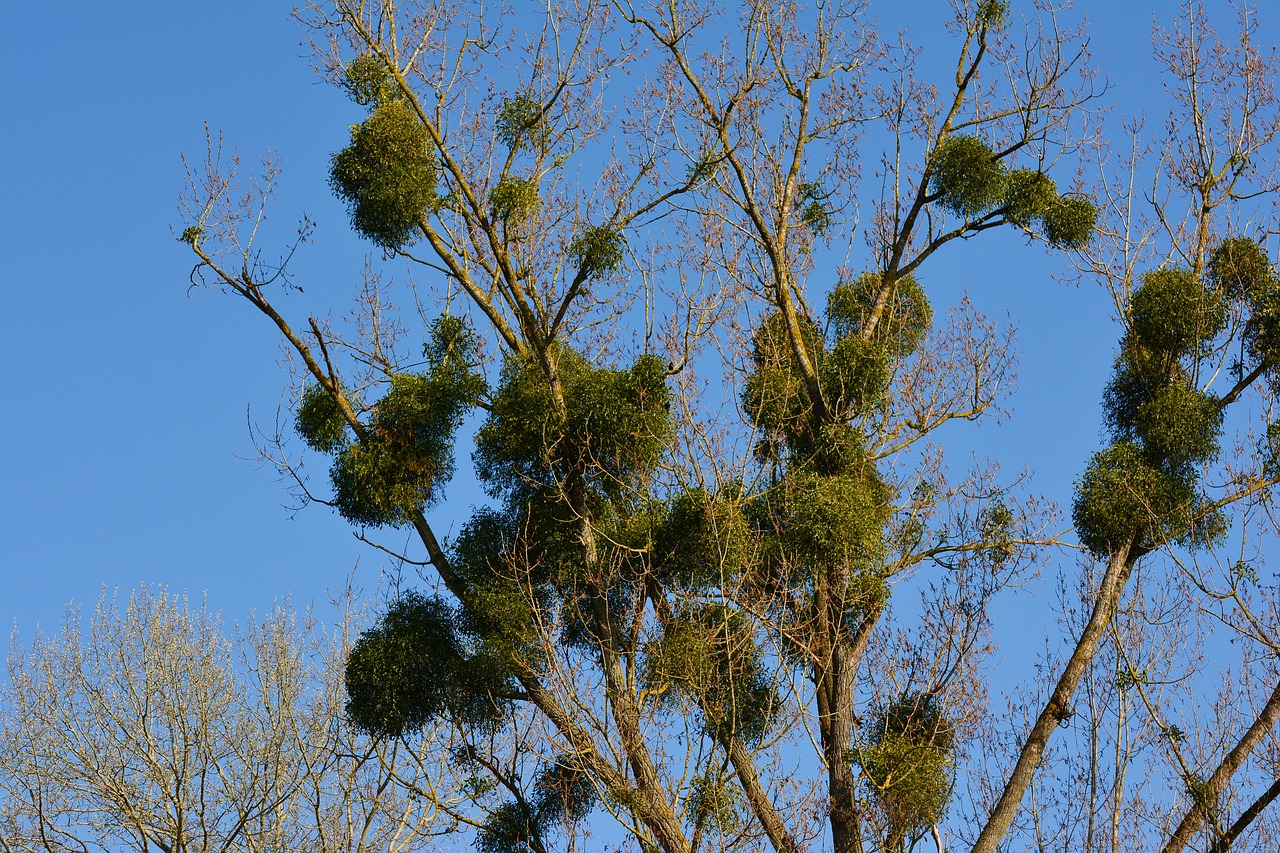
El muérdago europeo es un ejemplo de un parásito ectosimbiótico que vive en la parte superior de los árboles y elimina los nutrientes y el agua.

La ectosimbiosis es una forma de comportamiento simbiótico en el que un parásito vive en la superficie del cuerpo del huésped, incluidas las superficies internas, como el revestimiento del tubo digestivo y los conductos de las glándulas. La especie parasitaria es generalmente un organismo inmóvil, o sésil, que existe fuera del sustrato biótico a través del mutualismo, el comensalismo o el parasitismo. La ectosimbiosis se encuentra en una amplia gama de entornos y en muchas especies diferentes.
En algunas especies, el entorno simbiótico proporcionado tanto por el parásito como por el huésped son mutuamente beneficiosos. En investigaciones recientes se ha descubierto que esta microflora evolucionará y se diversificará rápidamente en respuesta a un cambio en el entorno externo, con el fin de estabilizar y mantener un entorno ectosimbiótico beneficioso.

## Historia evolutiva
La ectosimbiosis ha evolucionado independientemente muchas veces para llenar una amplia variedad de nichos ecológicos, tanto templados como extremos. Estas regiones templadas incluyen los mares frente a la costa de Singapur, mientras que las regiones extremas llegan hasta las profundidades de la Antártida y los respiraderos hidrotermales. Probablemente evolucionó como una especialización de nicho, lo que permitió una mayor diversidad en el comportamiento ectosimbiótico entre especies. Además, en el caso del mutualismo, la evolución mejoró la aptitud de ambas especies involucradas, propagando el éxito de la ectosimbiosis. La ectosimbiosis ha evolucionado independientemente a través de una evolución convergente en todos los dominios de la vida.

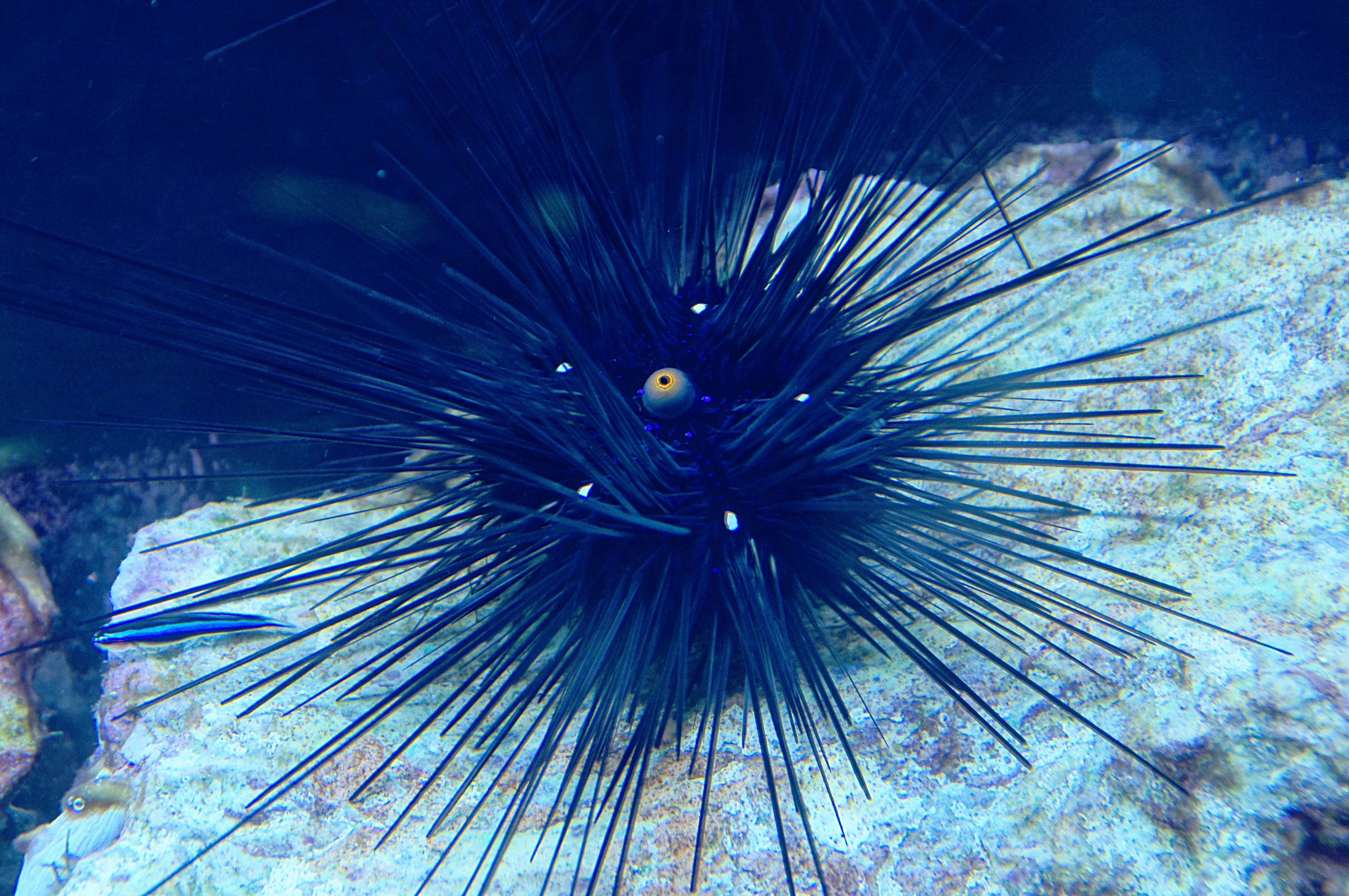
Los erizos de mar, con sus numerosas espinas, brindan protección a los parásitos ectosimbióticos que viven en ellas.

La ectosimbiosis permite que se formen nichos que de otro modo no podrían existir sin el apoyo de su anfitrión. Inherentemente, este nicho adicional abre una nueva rama del árbol evolutivo. El éxito evolutivo de la ectosimbiosis se basa en los beneficios experimentados por el parásito y el huésped. Debido a la dependencia del parásito del huésped y los beneficios y costos asociados tanto para el parásito como para el huésped, los dos continuarán coevolucionando como se explica en la hipótesis de la Reina Roja. La hipótesis de la Reina Roja establece que un huésped desarrollará continuamente defensas contra un ataque parasitario, y las especies de parásitos también se adaptarán a estos cambios en la defensa del huésped. El resultado es una coevolución competitiva entre las dos especies.
La ectosimbiosis se suma a la biodiversidad del medio ambiente, ya sea en tierra, en agua dulce, en desiertos o en respiraderos de aguas profundas. Específicamente, la ectosimbiosis proporciona un nuevo nicho o entorno para las especies a partir del cual muchas especies nuevas pueden diferenciarse y prosperar.
Esta especialización de nicho entre especies también conduce a la estabilización de las relaciones simbióticas entre organismos sésiles y móviles. Los ectosimbiontes pueden aumentar la aptitud de su huésped al ayudar con el metabolismo, la fijación de nitrógeno o la limpieza del organismo huésped. La diversidad de ventajas aún no se ha explorado por completo, pero en virtud de que persisten a lo largo de toda la evolución reciente, es probable que confieran una ventaja adaptativa a muchas de las especies que existen únicamente debido a la ectosimbiosis.

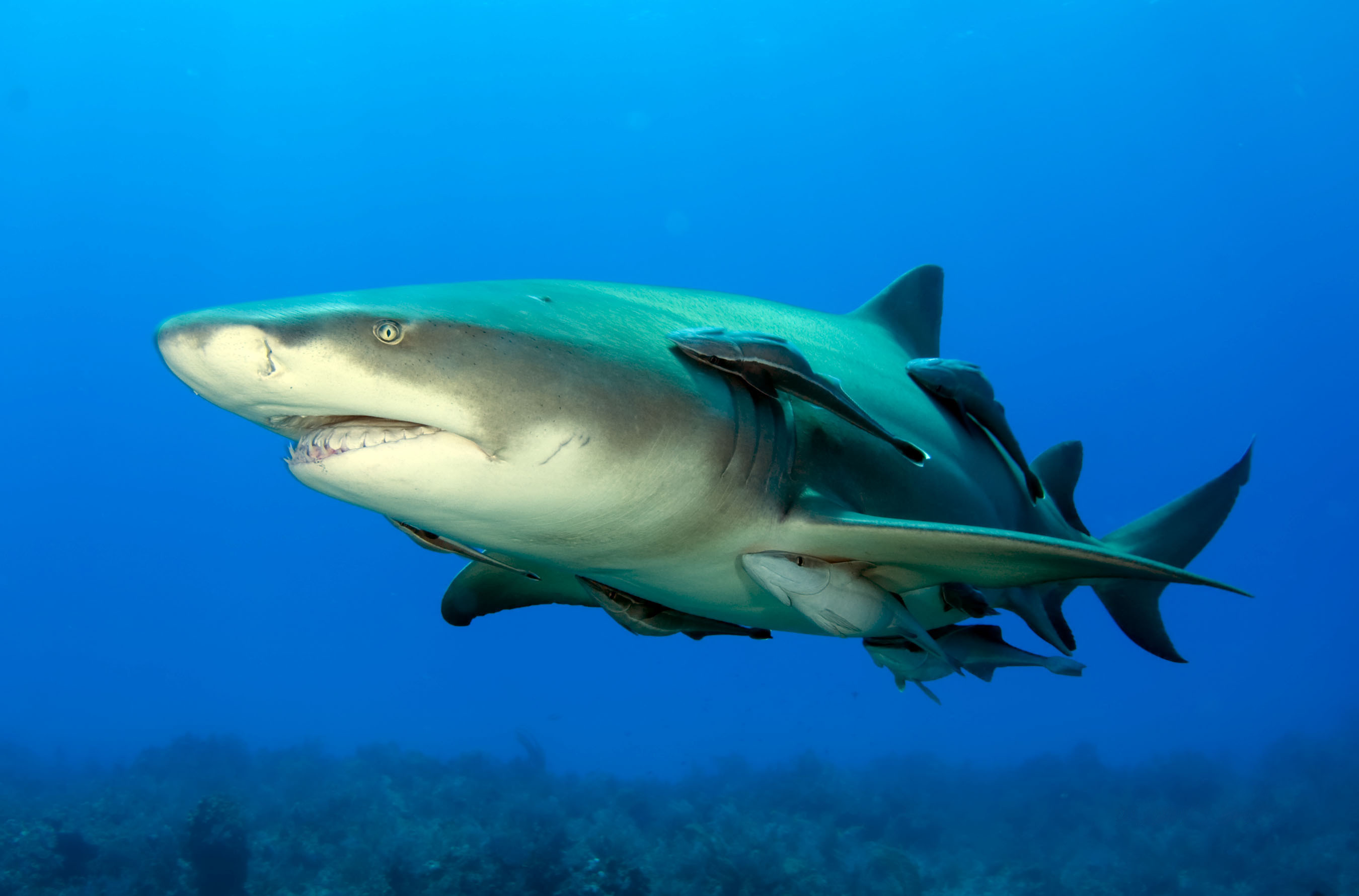
Los peces rémora forman interacciones de comensalismo ectosimbiótico con un tiburón limón para buscar comida y viajar largas distancias.

## Tipos de huésped y dinámica del parásito
Aunque la ectosimbiosis es típicamente un comportamiento estable evolutivo, las diferentes dinámicas del huésped y del parásito varían independientemente en su estabilidad.

### Comensalismo
El comensalismo es una forma de simbiosis en la que una especie se beneficia de las interacciones entre especies y la otra ni se beneficia ni se perjudica con la interacción. El comportamiento comensalista ectosimbiótico se encuentra con frecuencia en organismos que se adhieren a especies más grandes para moverse largas distancias o buscar comida fácilmente; esto está documentado en rémoras que se adhieren a los tiburones para buscar comida y viajar. Un ejemplo ectosimbiótico adicional de comensalismo es la relación entre pequeños organismos sésiles y equinoides en el océano Austral, donde los equinoides proporcionan sustrato para que crezcan los pequeños organismos y los equinoides no se ven afectados.

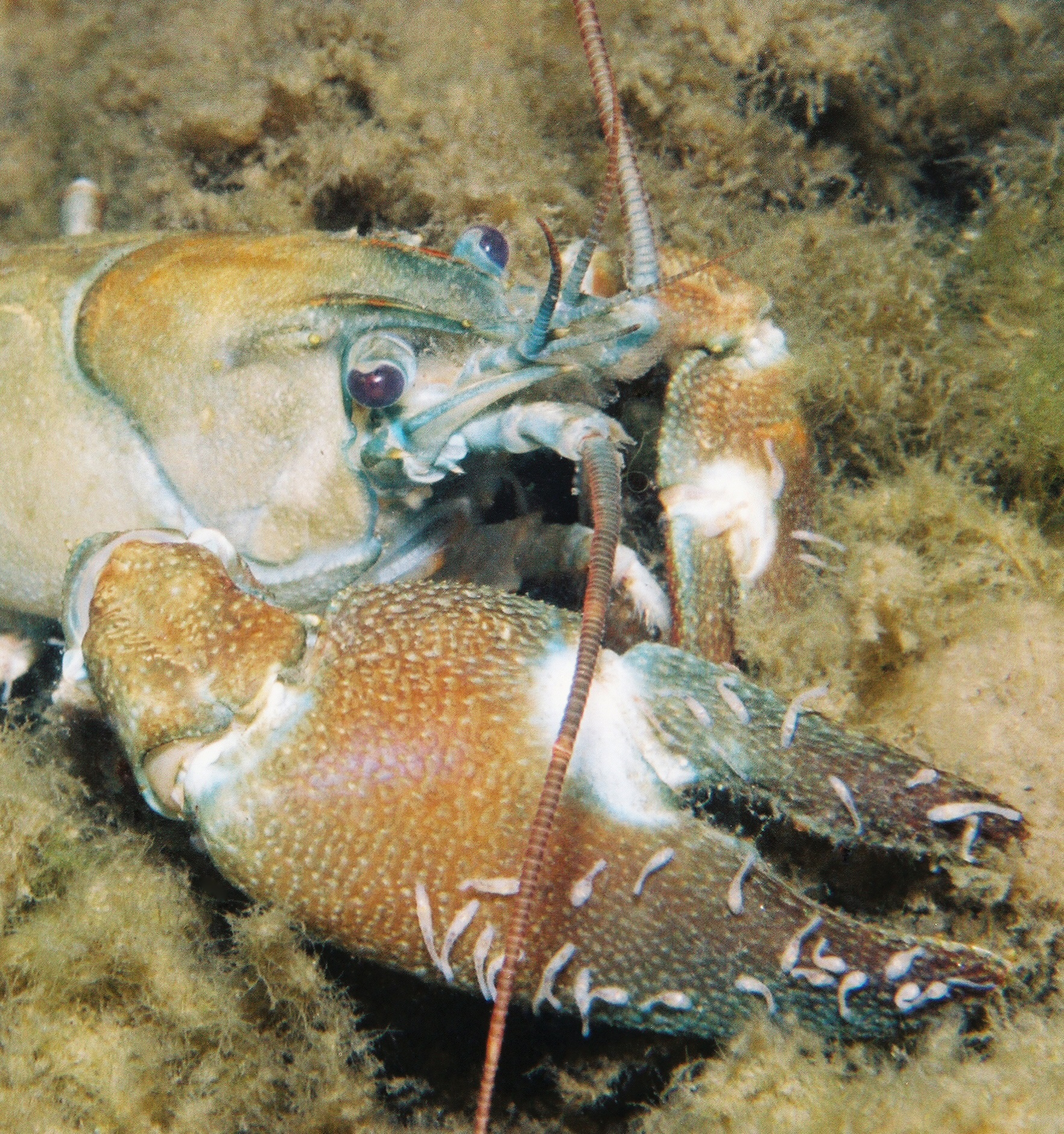
Los anélidos branquiobdélidos son parásitos mutualistas. Se unirán a un cangrejo señal y se alimentarán de diatomeas, bacterias y protozoos que se acumulan en el exoesqueleto.

### Mutualismo
El mutualismo es una forma de ectosimbiosis en la que tanto el huésped como las especies parasitarias se benefician de la interacción. Hay muchos ejemplos de ectosimbiosis mutualista que ocurren en la naturaleza. Una de esas relaciones es entre Branchiobdellida y los cangrejos de río, en los que Branchiobdellida actúa como un limpiador intestinal bacteriano para las especies de cangrejos de río. Otro ejemplo son las bacterias quimioautotróficas asociadas al óxido de hierro que se encuentran en las branquias de los camarones Rimicaris exoculata y que proporcionan a los camarones material orgánico vital para su supervivencia, al mismo tiempo que apoyan a las bacterias con diferentes materiales orgánicos que la bacteria no puede producir por sí misma. Los grupos de organismos, que son más grandes que un solo par de un huésped y un parásito, también pueden formar interacciones ectosimbióticas mutualistas. Los escarabajos de la corteza pueden trabajar de manera mutualista dinámica con hongos y ácaros adheridos a sus exoesqueletos, los cuales se alimentan de los árboles para proporcionar energía vital a los escarabajos, mientras que los escarabajos proporcionan el material orgánico necesario para que los hongos y los ácaros sobrevivan. En este caso, la relación entre los hongos y los ácaros es funcional porque, si bien ambos hacen el mismo trabajo, son óptimamente funcionales a diferentes temperaturas.
Las interacciones mutualistas pueden ser evolutivamente inestables debido a la batalla constante para maximizar los beneficios propios. Esto se debe a los beneficios limitados que se ofrecen tanto al parásito como al huésped, con el posible resultado de que al menos una de las especies muera si la otra especie comienza a aprovecharse de la otra. En el caso de que el comportamiento mutualista persista durante suficientes generaciones, la dinámica puede evolucionar hacia el parasitismo, que es una dinámica más estable debido al mayor beneficio para el parásito que propaga el comportamiento.  En este caso, el parásito se aprovecha de la dinámica mutualista anterior entre el huésped y el parásito, obteniendo mayores beneficios para sí mismo.

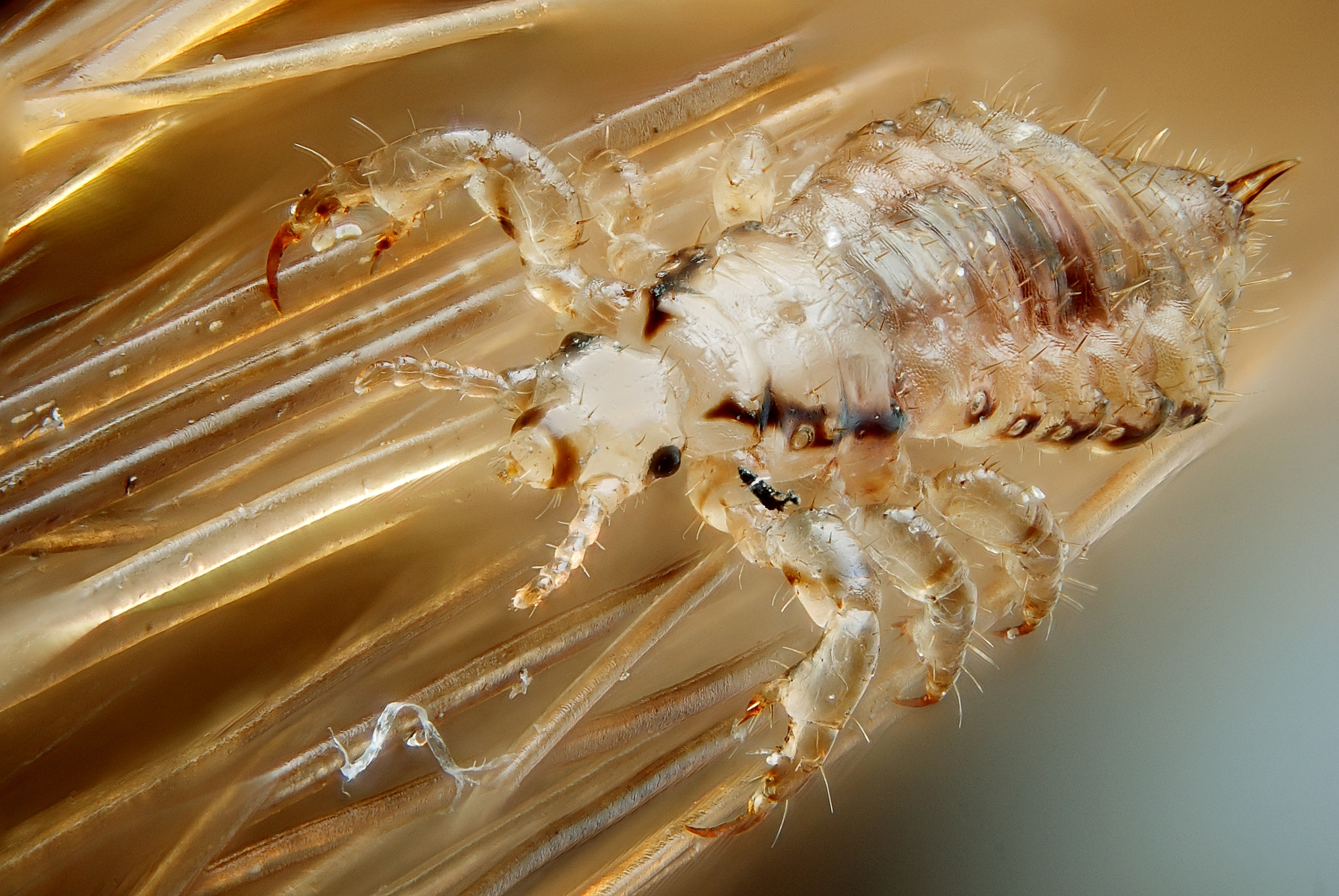
El piojo de la cabeza es un parásito ectosimbiótico que se alimenta de la sangre de los humanos adhiriéndose al cuero cabelludo.

### Parasitismo
El parasitismo es una forma de simbiosis en la que una especie se beneficia de las interacciones entre especies, mientras que el otro organismo sufre un daño activo. Esta es la forma más común de interacciones ectosimbióticas. Uno de los muchos ejemplos de parásitos ectosimbióticos incluye los piojos de la cabeza en los humanos, que se alimentan de la sangre de los humanos al adherirse al cuero cabelludo de la cabeza humana. Además, las bacterias Branchiobdellida maduras actúan como un ladrón de nutrientes en el intestino de las especies de cangrejos de río para existir. En estos casos, tanto los piojos de la cabeza como los Branchiobdellida son parásitos que interactúan con las especies hospedantes.